# Fitzwillia axilliflora
Fitzwillia es un género monotípico de plantas con flores perteneciente a la familia de las asteráceas. Su única especie: Fitzwillia axilliflora, es originaria de Australia.

## Descripción
Es una planta herbácea anual, ascendente o erecta que alcanza un tamaño de 3 a 13,5 cm de altura. Las flores de color blanco, se producen desde septiembre a noviembre en suelos de arena o limo arcilloso en los márgenes de los lagos de sal, poco salinos.

## Taxonomía
Fitzwillia axilliflora fue descrita por (Ewart & Jean White) P.S.Short   y publicado en Muelleria 7(1): 111. 1989.
Sinonimia
- Angianthus axiliflorus W.Fitzg. ex Ewart & Jean White basónimo [4]